# Buresilia nigerrimus
Buresilia nigerrimus is een hooiwagen uit de familie echte hooiwagens (Phalangiidae). De wetenschappelijke naam van Buresilia nigerrimus gaat terug op Roewer.